# Mueang Surat Thani (huyện)
Mueang Surat Thani (tiếng Thái: เมืองสุราษฎร์ธานี) là huyện thủ phủ (Amphoe Mueang) của tỉnh Surat Thani ở miền nam Thái Lan.

## Địa lý
Huyện này nằm ở cửa sông Tapi đổ vào vịnh Bandon trong vịnh Thái Lan. Các huyện giáp ranh (từ phía đông theo chiều kim đồng hồ) là: Kanchanadit, Ban Na San, Ban Na Doem và Phunphin.
Về phía đông là sông Thathong làm biên giới tự nhiên với Kanchanadit

## Lịch sử
Huyện được lập năm 1897 khi mueang Chaiya và Kanchanadit được hợp nhất để lập tỉnh Chaiya, với trung tâm hành chính ở Ban Don, tên huyện là Ban Don (บ้านดอน). Năm 1915, tỉnh được đổi tên thành Surat Thani. Năm 1938, huỵen được đổi tên thành Mueang Surat Thani, do chính sách tên gọi huyện thủ phủ.

## Hành chính
Huyện này được chia thành 11 phó huyện (tambon), các đơn vị này lại được chia ra thành 60 làng (muban). Surat Thani là thành phố (thesaban nakhon) nằm trên tambon Talad và Bang Kung, và một phần tambon Khlong Chanak, Bang Chana, Bang Bai Mai và Makham Tia. Wat Pradu là thị trấn (thesaban tambon). Có 9 Tổ chức hành chính tambon.
| \| STT. \| Tên \| Tên Thái \| Số làng \| Dân số \| \| \| ---- \| ------------- \| -------- \| ------- \| ------ \| \| \| 1. \| Talat \| ตลาด \| - \| 33,778 \| \| \| 2. \| Makham Tia \| มะขามเตี้ย \| 8 \| 64,569 \| \| \| 3. \| Wat Pradu \| วัดประดู่ \| 10 \| 11,750 \| \| \| 4. \| Khun Thale \| ขุนทะเล \| 10 \| 12,888 \| \| \| 5. \| Bang Bai Mai \| บางใบไม้ \| 5 \| 2,802 \| \| \| 6. \| Bang Chana \| บางชนะ \| 6 \| 3,610 \| \| \| 8. \| Bang Sai \| บางไทร \| 4 \| 2,016 \| \| \| 7. \| Khlong Noi \| คลองน้อย \| 9 \| 2,003 \| \| \| 9. \| Bang Pho \| บางโพธิ์ \| 5 \| 23,806 \| \| \| 10. \| Bang Kung \| บางกุ้ง \| 5 \| 4,680 \| \| \| 11. \| Khlong Chanak \| คลองฉนาก \| 8 \| 9,511 \| \| | Map of tambon |          |         |        |  |
| STT. | Tên           | Tên Thái | Số làng | Dân số |  |
| 1. | Talat         | ตลาด     | -       | 33,778 |  |
| 2. | Makham Tia    | มะขามเตี้ย | 8       | 64,569 |  |
| 3. | Wat Pradu     | วัดประดู่   | 10      | 11,750 |  |
| 4. | Khun Thale    | ขุนทะเล   | 10      | 12,888 |  |
| 5. | Bang Bai Mai  | บางใบไม้  | 5       | 2,802  |  |
| 6. | Bang Chana    | บางชนะ   | 6       | 3,610  |  |
| 8. | Bang Sai      | บางไทร   | 4       | 2,016  |  |
| 7. | Khlong Noi    | คลองน้อย  | 9       | 2,003  |  |
| 9. | Bang Pho      | บางโพธิ์   | 5       | 23,806 |  |
| 10. | Bang Kung     | บางกุ้ง    | 5       | 4,680  |  |
| 11. | Khlong Chanak | คลองฉนาก | 8       | 9,511  |  |